# Isolation (psychanalyse)
Pour les articles homonymes, voir Isolation.
En psychanalyse, l'isolation (en allemand : Isolierung)  est un mécanisme de défense caractéristique de la névrose obsessionnelle.

## Définition
Elsa Schmid-Kitsikis définit l'« isolation » comme « le mécanisme de défense caractéristique de la névrose obsessionnelle ». Typique de la névrose « obsessionnelle », écrivent Jean Laplanche et Jean-Bertrand Pontalis, le processus « consiste à isoler une pensée ou un comportement de telle sorte que leurs connexions avec d'autres pensées ou avec le reste de l'existence du sujet se trouvent rompues ». Divers procédés d'isolation sont observables : les pauses dans l'expression d'une pensée, des formules, des rituels, et d'une manière générale « toutes les mesures permettant d'établir un hiatus dans la succession temporelle des pensées ou des actes ».
George E. Vaillant parle d'une rupture des chaînes associatives menant au contenu à isoler, ce qui le rend alors inaccessible. Freud a illustré le concept avec l'exemple d'une personne commençant un train de pensée et s'arrêtant ensuite un moment avant de passer à un sujet différent. En insérant un intervalle, la personne « laissait comprendre symboliquement qu'elle ne permettrait pas à ses pensées sur cette impression ou activité d'entrer en contact associatif avec d'autres pensées ».

### Isolation et tabou du toucher chez le névrosé
Selon Laplanche et Pontalis, Freud ramène la tendance à l'isolation au mode de défense archaïque contre la pulsion que représente « l'interdiction de toucher ». Elsa Schmid-Kitisikis rappelle qu'en poursuivant  dans Inhibition, Symptôme et angoisse l'analyse de l'isolation comme mécanisme de défense spécifique de la névrose obsessionnelle (ce qu'Anna Freud reprendra en 1936), Freud souligne combien cette névrose renvoie au “tabou du toucher” : 

« [quand] le névrosé isole [...] une impression ou une activité par une pause, il nous donne symboliquement à comprendre qu'il ne veut pas laisser les pensées qui s'y rapportent se toucher par associations avec d'autres. »

— Sigmund Freud, Inhibition, Symptôme et angoisse
Didier Anzieu note que le tabou du toucher est « typique de la névrose obsessionnelle ». Alors que le dispositif de la cure psychanalytique va impliquer pour le thérapeute un interdit de toucher le / la patient(e) lié à l'interdit œdipien de l'inceste, Freud, dit-il, « rencontre d’autres difficultés avec les névrosés obsessionnels, chez qui le dispositif psychanalytique favorise la relation d’objet à distance [...], le clivage du Moi psychique et du Moi corporel, l’érotisation de la pensée, la phobie du contact, la crainte de la contagion, l’horreur d’être touché ».

#### Textes de référence
- Sigmund Freud,
  - Les psychonévroses de défense (1894)
  - L'homme aux rats (1909)
  - Inhibition, symptôme et angoisse (Hemmung, Symptom und Angst, 1926)
- Anna Freud, Le Moi et les mécanismes de défense (Das Ich und die Abwehrmechanismen, 1936), Puf, 2001  (ISBN 2130518346)

#### Études
: document utilisé comme source pour la rédaction de cet article.
(Dans l'ordre alphabétique des noms d'auteurs :)
- Didier Anzieu, « Le double interdit du toucher » (chapitre), dans M. Durieux, F. Nayrou et H. Parat (dir.), Interdit et tabou, 2002, p. 201 -220, Presses Universitaires de France, [lire en ligne].
- Jean Laplanche et Jean-Bertrand Pontalis, Vocabulaire de la psychanalyse, Paris, PUF, coll. « Bibliothèque de la psychanalyse », 1984 (1re éd. 1967), 523 p. (ISBN 2-13-038621-0), p. 215-217 (Isolation).
- Elsa Schmid-Kitsikis, « Isolation », dans Alain de Mijolla (dir.), Dictionnaire international de la psychanalyse (2002), Paris, Hachette-Littérature, 2005  (ISBN 9782012791459), p. 893.
- (en) George E. Vaillant, Ego mechanisms of defense : a guide for clinicans and researchers, Washington, American Psychiatric Association, 1992, 1re éd., 306 p. (ISBN 978-0-88048-404-6, lire en ligne), p. 15.